# メタノール経済社会
メタノール経済社会とはエネルギーの媒体としてメタノールを使用する概念。

## 概要
1994年にノーベル化学賞を受賞したジョージ・オラーが提唱しており、近年、化石燃料の燃焼により大気汚染、地球温暖化等の問題が近年、新たな脅威として徐々に顕在化しつつある。メタノールは硫黄を含まないので内燃機関で燃焼しても大気汚染の原因となる亜硫酸ガスを発生しない。また分子内に含まれる炭素がガソリンや軽油等の炭化水素燃料と比較して少ないため、燃焼によって同じ熱量を発生した場合の二酸化炭素の排出量が少ない。
炭化水素燃料と比較して様々な利点があるように思われるメタノールだが、自然には産出せず、現状では石炭の改質やGas to liquidsによって天然ガスを原料に製造される。そのため、トータルでの二酸化炭素の排出量は石炭や天然ガスを燃焼した場合と大差ないばかりか、改質工程で消費されるエネルギーを含めると単位カロリー毎の二酸化炭素排出量は増えるとの試算もある。

## 他の炭化水素代替燃料との比較

### 水素
炭化水素燃料に代わる次世代の燃料として水素が候補として挙げられるが、水素は自然界には産出しないため、水素細菌、天然ガスの改質、水の電気分解や高温ガス原子炉などで製造しなければならない。さらに、貯蔵には液体水素タンク、水素吸蔵合金、高圧タンクのいずれかを要する。それに対してメタノールであれば、常温、常圧で貯蔵が可能で貯蔵施設も含めた単位体積毎のエネルギー量は水素を凌駕する。

### バイオエタノール
バイオエタノールは現状ではサトウキビやトウモロコシのような穀物から製造されており、セルロシック・エタノールに転換しない限り、これ以上生産量を増やそうとすれば、飼料用穀物の相場が上昇することで悪影響が懸念される。

## 二酸化炭素からのメタノール製造
これまで二酸化炭素からメタノールを製造することは実験室レベルでは可能であったとしても実用化は困難であるとの見方が優勢であった。
三井化学は、2008年から工場から排出される二酸化炭素を原料としたメタノール生産のパイロットプラントを使った実証試験を行っており、2010年４月には実用化の目処が立ったとして商業化への検討を開始した。

## 文献
- ジョージ・オラー、アラン・ゲッペールト、G. K. スリャ・プラカーシュ 著、小林 四郎,齊藤 彰久,西村 晃尚 訳『メタノールエコノミーCO2 をエネルギーに変える逆転の発想』化学同人。ISBN 9784759812756。